# Rosellinia
Genre
Synonymes
- Byssitheca Bonord.[1]

Rosellinia est un genre de champignons (Fungi) ascomycètes appartenant à la famille des Xylariaceae.
La forme téléomorphe correspondant à Rosellinia est Dematophora R. Hartig (1883).
Ce genre comprend plus de 90 espèces.
Parmi celles-ci, plusieurs sont des agents phytopathogènes, en particulier, Rosellinia necatrix, un agent de pourridié des racines des arbres.

## Biologie
La plupart des espèces du genre Rosellinia sont des saprophytes, certaines sont des endophytes et deviennent parfois pathogènes Quelques espèces sont des champignons pathogènes des racines bien connus sur des plantes cultivées importantes comme la pomme de terre et les arbres fruitiers et forestiers dans les régions tropicales et subtropicales du monde, chez lesquels elles provoquent des pourridiés. Des espèces de Rosellinia sont responsables d'une pourriture noire des tubercules chez la pomme de terre uniquement dans les cultures des régions tropicales en altitude.
Connue jusqu'alors uniquement en Amérique du Sud, cette maladie de la pomme de terre a également été identifiée au Népal dans les années 1990.
Parmi les agents pathogènes les plus connus figurent Rosellinia necatrix et Rosellinia desmazieresii, principalement connues dans les régions tempérées, causant des maladies sur le poirier, le pommier et sur la vigne au Japon, sur l'avocatier en Espagne et en Argentine sur le pêcher, le prunier, le pommier, le poirier, la vigne et d'autres hôtes. Rosellinia bunodes, Rosellinia pepo et Rosellinia arcuata, ne sont connues que dans les régions tropicales. D'autres espèces ont été signalées comme infectant le caféier, notamment Rosellinia coffeae, Rosellinia didolotii, Rosellinia echinocarpa, Rosellinia lobayensis, Rosellinia mastoidiformis et Rosellinia megalospora, mais peu d'informations sont disponibles sur ces espèces.

## Taxonomie
Dans sa circonscription actuelle, le genre  Rosellinia est délimité au sein des Xylariaceae par cinq caractères principaux : les stromas sont unipérithéciés  (rosellinioïdes), superficiels, subglobeux, associés, au moins lorsqu'ils sont immatures, à un tapis d' hyphes généralement appelé « subiculum », et associés à une forme anamorphe de type Geniculosporium (y compris Dematophora R. Hartig et Geniculosporium Chesters & Greenhalgh). Il comprenait précédemment de nombreux taxons non pertinents et était connu seulement par quelques-uns de ceux-ci. Sa délimitation plus étroite de Rosellinia a conduit L.E. Petrini (1993) à transférer les taxons exclus de ce genre dans les genres Amphisphaerella, Anthostomella, Astrocystis, Coniochaeta, Xylaria et d'autres genres sordariacés ou xylariacés. En revanche, Rosellinia mammaeformis s'est avéré être un complexe d'espèces apparentées. Un certain désaccord persiste sur le statut du genre Astrocystis Berk. & Br., reconnus par certains auteurs, et considéré comme synonyme de Rosellinia par d'autres.

## Liste d'espèces
Selon Index Fungorum (12 mars 2020) :
- Rosellinia abscondita Rehm 1889
- Rosellinia abscondita Tassi 1900
- Rosellinia acaciae A. Pande & V.G. Rao 1995
- Rosellinia aciculispora J. Fourn. & Lechat 2017
- Rosellinia acutispora (Theiss.) L.E. Petrini 2013
- Rosellinia affinis Sacc. 1913
- Rosellinia africana Saccas 1953
- Rosellinia akulovii L.E. Petrini 2013
- Rosellinia albocincta Petch 1922
- Rosellinia alhagi Nasȳrov 1965
- Rosellinia amazoniae L.E. Petrini 2013
- Rosellinia ambigens Sacc. 1921
- Rosellinia ambigua Sacc. 1882
- Rosellinia amblystoma Berl. & F. Sacc. 1889
- Rosellinia americana (Petr.) Rappaz 1995
- Rosellinia andina Speg. 1909
- Rosellinia andurnensis Ces. & De Not. 1861
- Rosellinia angusta Wei Li bis & L. Guo 2019
- Rosellinia anthostomoides Berl. 1889
- Rosellinia aperta (Schwein.) Sacc. 1891
- Rosellinia apiahyna Speg. 1918
- Rosellinia appendiculata Berl. & Voglino 1886
- Rosellinia aquila (Fr.) Ces. & De Not. 1844
- Rosellinia aquiloidea A. Pande & V.G. Rao 1995
- Rosellinia araneosa (Pers.) Sacc. 1882
- Rosellinia arctica (Fuckel) Sacc. 1886
- Rosellinia arcuata Petch 1916
- Rosellinia aspera Hazsl. 1874
- Rosellinia asperata Massee ex Wakef. 1918
- Rosellinia asperula (Ces. & Mont.) Sacc. 1882
- Rosellinia attenuata M. Niranjan & V.V. Sarma 2018
- Rosellinia australiensis Crous & P.A. Barber 2017
- Rosellinia australis Speg. 1909
- Rosellinia baccharidis Starbäck 1899
- Rosellinia bakeriana Sacc. 1917
- Rosellinia barbatula Berk. & M.A. Curtis 1887
- Rosellinia beccariana Ces. 1872
- Rosellinia belgica Mouton 1887
- Rosellinia bigeloviae Ellis & Everh. 1897
- Rosellinia biguttulata Starbäck 1904
- Rosellinia boedijnii L.E. Petrini 2013
- Rosellinia bogoriensis Henn. & E. Nyman 1899
- Rosellinia bonaerensis Speg. 1898
- Rosellinia bothrina (Berk. & Broome) Sacc. 1882
- Rosellinia boukokoae L.E. Petrini 2013
- Rosellinia brassicicola Feltgen 1903
- Rosellinia breensis Starbäck 1905
- Rosellinia brevifissurata Lar.N. Vassiljeva 1998
- Rosellinia brevispora L.E. Petrini 2013
- Rosellinia britannica L.E. Petrini, Petrini & S.M. Francis 1989
- Rosellinia brunnea Bonord. 1864
- Rosellinia brunneola Wei Li & L. Guo 2015
- Rosellinia bunodes (Berk. & Broome) Sacc. 1882
- Rosellinia buxi Fabre 1879
- Rosellinia byssiseda (Tode) J. Schröt.
- Rosellinia caespitosa Starbäck 1904
- Rosellinia cainii L.E. Petrini 2013
- Rosellinia calami Henn. 1903
- Rosellinia callimorphoides Rehm 1907
- Rosellinia callosa G. Winter 1874
- Rosellinia camphorae Q.R. Li, J.C. Kang & K.D. Hyde 2015
- Rosellinia campsopila Hazsl. 1892
- Rosellinia canzacotoana Pat. 1893
- Rosellinia capetribulensis J. Bahl, Jeewon & K.D. Hyde 2006
- Rosellinia carrollii L.E. Petrini 2013
- Rosellinia caryae Bonar 1922
- Rosellinia cassiae S.B. Kale 1968
- Rosellinia castaneae Oudem. 1903
- Rosellinia catervaria (Berk. & Broome) Sacc. 1882
- Rosellinia caudata Petch 1926
- Rosellinia cellarum Lambotte 1880
- Rosellinia chaetomioides J. Schröt. 1894
- Rosellinia chiangmaiensis Daranag. & K.D. Hyde 2016
- Rosellinia chordicola Sacc. 1878
- Rosellinia chusqueae Pat. 1895
- Rosellinia chusqueae Speg. 1921
- Rosellinia cibodasae L.E. Petrini 2013
- Rosellinia cinereoviolascens Starbäck 1905
- Rosellinia citriformis F. Stevens & Weedon 1925
- Rosellinia citrinopulverulenta Henn. & E. Nyman 1899
- Rosellinia clavariarum (Tul. & C. Tul.) G. Winter
- Rosellinia coffeae Saccas 1956
- Rosellinia coffeicola Pat. 1902
- Rosellinia colensoi Cooke 1886
- Rosellinia communis L.E. Petrini 2003
- Rosellinia compacta Takemoto 2009
- Rosellinia compressa Ellis & Dearn. 1897
- Rosellinia conferta Lar.N. Vassiljeva 1998
- Rosellinia confertissima Ellis & Everh. 1897
- Rosellinia congesta I. Hino & Katum. 1957
- Rosellinia congolensis Saccas 1953
- Rosellinia congregata Beck 1887
- Rosellinia convexa Q.R. Li & J.C. Kang 2016
- Rosellinia cornicola Naumov 1926
- Rosellinia corticalis Allesch. 1886
- Rosellinia corticium (Schwein.) Sacc. 1882
- Rosellinia costesii Speg. 1921
- Rosellinia crassispora L.E. Petrini 2013
- Rosellinia culmicola Teng 1938
- Rosellinia culmorum (Feltgen) Höhn. 1906
- Rosellinia cuprea Rick 1906
- Rosellinia cuticularis (Schwein.) Ellis & Everh. 1892
- Rosellinia decidua Petch 1926
- Rosellinia decipiens Penz. & Sacc. 1897
- Rosellinia deerrata (Cooke & Ellis) Sacc. 1882
- Rosellinia delacourei Fabre 1879
- Rosellinia desmazieri (Berk. & Broome) Sacc. 1878
- Rosellinia desmodii Henn. 1908
- Rosellinia despreauxii (Mont.) Sacc. 1882
- Rosellinia diathrausta (Rehm) L.E. Petrini 1986
- Rosellinia didolotii Saccas 1956
- Rosellinia dimidiata Starbäck 1899
- Rosellinia dingleyae L.E. Petrini 2003
- Rosellinia discreta J. Fourn. & Lechat 2017
- Rosellinia dolichospora Syd. & P. Syd. 1911
- Rosellinia echinocarpa Saccas 1956
- Rosellinia elaeospora Sacc. & Fairm. 1906
- Rosellinia emergens Sacc. 1882
- Rosellinia epileuca (Berk. ex Cooke) Sacc. 1891
- Rosellinia erianthi Chona & Munjal 1956
- Rosellinia etrusca Fabre 1879
- Rosellinia eucalypticola Henn. & E. Nyman 1899
- Rosellinia euterpes Rehm 1905
- Rosellinia extremorum Starbäck 1899
- Rosellinia flexipila Sacc. 1897
- Rosellinia floridana L.E. Petrini 2013
- Rosellinia formosa Penz. & Sacc. 1897
- Rosellinia formosana Y.M. Ju & J.D. Rogers 1999
- Rosellinia franciscae Petrini 1992
- Rosellinia francisiae L.E. Petrini 2013
- Rosellinia freycinetiae L.E. Petrini 2003
- Rosellinia friesii Niessl
- Rosellinia fuscomaculans Rehm 1913
- Rosellinia fusispora Kirschst. 1911
- Rosellinia gagliardii (De Not.) Sacc. 1882
- Rosellinia geophila E. Bommer, M. Rousseau & Sacc. 1906
- Rosellinia gigantea Ellis & Everh. 1893
- Rosellinia gisbornia L.E. Petrini 2003
- Rosellinia glabra (Fuckel) L.E. Petrini 1992
- Rosellinia glandiformis Ellis & Everh. 1890
- Rosellinia glomerata (Viala) Sacc. & Traverso 1911
- Rosellinia gomzeensis Mouton 1897
- Rosellinia gothrinum Berk. & Broome
- Rosellinia grantii L.E. Petrini 2013
- Rosellinia granulosa J. Fourn. & Lechat 2017
- Rosellinia gravesii Sacc. 1928
- Rosellinia guianae L.E. Petrini 2013
- Rosellinia hainanensis Wei Li bis & L. Guo 2016
- Rosellinia helicofissurata L.E. Petrini 2013
- Rosellinia heliconiae J. Fourn. & Lechat 2017
- Rosellinia helvetica L.E. Petrini, Petrini & S.M. Francis 1989
- Rosellinia hemisphaerica Sacc. & Paol. 1888
- Rosellinia heraclei Gucevič 1960
- Rosellinia himalayensis Dargan & K.S. Thind 1979
- Rosellinia hippophaes Rehm 1903
- Rosellinia hirtissima (Peck) Sacc. 1882
- Rosellinia hispida Bonord. 1864
- Rosellinia horrida Hazsl. 1873
- Rosellinia horrida Rehm 1916
- Rosellinia hsiehiae L.E. Petrini 2013
- Rosellinia hughesii L.E. Petrini 2003
- Rosellinia hyalospora Theiss. 1908
- Rosellinia hypoxyloides (Henn.) Sacc. & D. Sacc. 1905
- Rosellinia hystrix Ellis & Everh. 1894
- Rosellinia immersa Petch 1926
- Rosellinia imposita (Schwein.) Sacc. 1891
- Rosellinia inaequabilis (Berk. & M.A. Curtis) Sacc. 1882
- Rosellinia indica Dargan & K.S. Thind 1979
- Rosellinia inspersa (Berk.) Sacc. 1882
- Rosellinia insularis Lar.N. Vassiljeva 1998
- Rosellinia javaensis L.E. Petrini 2013
- Rosellinia jiangxiensis Wei Li bis & L. Guo 2018
- Rosellinia johnstonii L.E. Petrini 2003
- Rosellinia kellermanii Ellis & Everh. 1890
- Rosellinia lakshadweepensis A. Pande & V.G. Rao 1995
- Rosellinia laminariana G.K. Sutherl. 1916
- Rosellinia lamprostoma Syd. & P. Syd. 1913
- Rosellinia lechatii L.E. Petrini 2013
- Rosellinia leopoldensis L.E. Petrini 2013
- Rosellinia lepidolophae Byzova & Vasyag. 1981
- Rosellinia leprantha (Fr.) Sacc. 1882
- Rosellinia leprantha Rick
- Rosellinia librincola P. Karst. 1889
- Rosellinia lignicola (Cooke & Massee) Petr. & Syd. 1924
- Rosellinia lobayensis Saccas 1956
- Rosellinia longispora Rick 1932
- Rosellinia macdonaldii Bres. 1926
- Rosellinia macouniana Ellis & Everh. 1884
- Rosellinia macra Ellis & Everh. 1897
- Rosellinia macrosperma Speg. 1898
- Rosellinia macrospora A. Pande & Mhaskar 1973
- Rosellinia magellanica Speg. 1887
- Rosellinia mamma Pass. 1888
- Rosellinia mammiformis (Pers.) Ces. & De Not. 1863
- Rosellinia mammiformis Sacc. 1881
- Rosellinia mammoidea (Cooke) Sacc. 1882
- Rosellinia mangiferae Syd. & P. Syd. 1911
- Rosellinia maquilingiana Rehm 1916
- Rosellinia marcescens (Berk. & M.A. Curtis) Sacc. 1882
- Rosellinia marcucciana Ces. 1872
- Rosellinia marginatoclypeata Penz. & Sacc. 1897
- Rosellinia markhamiae Sivan. 1975
- Rosellinia massinkii Sacc. 1891
- Rosellinia mastoidea Sacc. 1882
- Rosellinia mastoidiformis Saccas 1956
- Rosellinia mearnsii Tennakoon, Phook. & K.D. Hyde 2017
- Rosellinia megaloecia Ellis & Everh. 1893
- Rosellinia megalospora Saccas 1956
- Rosellinia menglana Wei Li bis & L. Guo 2019
- Rosellinia merrillii Syd. & P. Syd. 1913
- Rosellinia metallica Hazsl. 1892
- Rosellinia microscopica (De Not.) Sacc. 1882
- Rosellinia microspora (Ces.) Sacc. 1882
- Rosellinia mimosae S.B. Kale 1968
- Rosellinia minor (Höhn.) S.M. Francis 1986
- Rosellinia minuta (Nitschke) Speg. 1921
- Rosellinia mioima Fuckel
- Rosellinia moelleriana G. Winter 1889
- Rosellinia moroides (Curr.) Sacc. 1882
- Rosellinia morthieri Fuckel 1870
- Rosellinia mouchaccae L.E. Petrini 2013
- Rosellinia muriculata Ellis & Everh. 1895
- Rosellinia muroiana I. Hino & Katum. 1958
- Rosellinia musispora Van Ryck. & Verbeken 2000
- Rosellinia neblinae L.E. Petrini 2013
- Rosellinia necatrix Berl. ex Prill. 1904
- Rosellinia nectrioides Rehm 1908
- Rosellinia nigerrima Peyronel 1918
- Rosellinia nigropileata J. Fourn. & Lechat 2017
- Rosellinia nothofagi L.E. Petrini 2003
- Rosellinia novae-zelandiae L.E. Petrini 2003
- Rosellinia oblectans (Ces.) Cooke 1887
- Rosellinia obliquata (Sommerf.) Sacc. 1882
- Rosellinia obregonii L.E. Petrini 2013
- Rosellinia obtusa Petch 1926
- Rosellinia obtusiostiolata L.E. Petrini 2013
- Rosellinia obtusispora Penz. & Sacc. 1897
- Rosellinia obtusissima Sacc. 1882
- Rosellinia occultata Feltgen 1901
- Rosellinia opaca Cooke 1887
- Rosellinia opuntiicola Speg. 1909
- Rosellinia ostiolata Ellis & Everh. 1894
- Rosellinia ovalis Ellis 1882
- Rosellinia pachydermatica (Ces.) Sacc. 1882
- Rosellinia pallida Mouton 1887
- Rosellinia palmae L.E. Petrini 2003
- Rosellinia pandanicola (Berk. & Broome) Sacc. 1882
- Rosellinia papaverea (Berk. & Broome) Ces. & De Not. 1882
- Rosellinia paraguayensis Starbäck 1904
- Rosellinia parasitica Ellis & Everh. 1890
- Rosellinia pardalios (Berk. & M.A. Curtis) Cooke 1884
- Rosellinia parva L.E. Petrini 2013
- Rosellinia paschkovskii Kravtzev 1955
- Rosellinia patilii L.E. Petrini 2013
- Rosellinia pepo Pat. 1908
- Rosellinia pervariabilis Q.R. Li & J.C. Kang 2019
- Rosellinia petrakii Narendra 1972
- Rosellinia petriniae A. Pande & V.G. Rao 1995
- Rosellinia picacea Massee 1898
- Rosellinia picta (Berk. ex Cooke) Sacc. 1891
- Rosellinia pinicola Ellis & Everh. 1894
- Rosellinia pistaciae Frolov 1970
- Rosellinia plana Sacc. 1882
- Rosellinia platani Fuckel 1870
- Rosellinia procera Syd. & P. Syd. 1910
- Rosellinia prorumpens Bonord. 1864
- Rosellinia pseudohypoxylon Speg. 1921
- Rosellinia puiggarii Pat. 1888
- Rosellinia pulcherrima Ellis & Everh. 1893
- Rosellinia pulverulenta Bonord. 1864
- Rosellinia punicae Anahosur 1970
- Rosellinia purpureofusca (Schwein.) Ellis & Everh. 1892
- Rosellinia pyramidalis Lar.N. Vassiljeva 1998
- Rosellinia pyxidella Ces. 1872
- Rosellinia queenslandiae (Henn.) Sacc. & D. Sacc. 1905
- Rosellinia quercina R. Hartig 1880
- Rosellinia rachidis Rehm 1914
- Rosellinia radiciperda Massee 1896
- Rosellinia raimundi Sacc. 1917
- Rosellinia rattus (Schwein.) Ellis & Everh. 1892
- Rosellinia rehmiana Henn. 1897
- Rosellinia rhacodioides Sacc. 1913
- Rosellinia rhanicensis Petr. 1916
- Rosellinia rhodomelaena (Cooke) Sacc. 1891
- Rosellinia rhombispora Sacc. 1878
- Rosellinia rhopalostylidicola L.E. Petrini 2003
- Rosellinia rhynchospora Harkn. 1884
- Rosellinia rhyncospora Harkn. 1884
- Rosellinia rhypara (Berk. & Broome) Sacc. 1882
- Rosellinia rickii Bres. 1906
- Rosellinia rogersii L.E. Petrini 2013
- Rosellinia romana Sacc. 1912
- Rosellinia rosarum Niessl 1872
- Rosellinia rossmaniae L.E. Petrini 2013
- Rosellinia rugulosa Schulzer & Sacc. 1884
- Rosellinia saccardoi Petrini 1992
- Rosellinia saccasii L.E. Petrini 2013
- Rosellinia salicum Fabre 1883
- Rosellinia samoensis Henn. 1896
- Rosellinia samuelsii L.E. Petrini 2003
- Rosellinia sancta-cruciana Ferd. & Winge 1908
- Rosellinia sepulta Sacc. 1891
- Rosellinia seriata Hazsl. 1892
- Rosellinia siggersii L.E. Petrini 2013
- Rosellinia sigmoidea Q.R. Li, J.C. Kang & K.D. Hyde 2015
- Rosellinia sigmoideofissurata L.E. Petrini 2013
- Rosellinia sigmoides Q.R. Li, J.C. Kang & K.D. Hyde 2015
- Rosellinia silvana Sacc. 1875
- Rosellinia similis Sacc. 1908
- Rosellinia smilacina Speg. 1909
- Rosellinia socia (De Not.) Sacc. 1882
- Rosellinia somala Bacc. 1916
- Rosellinia spadicea Ces. 1879
- Rosellinia spiraeanthi Schwarzman 1968
- Rosellinia spiraliterfissurata L.E. Petrini 2013
- Rosellinia starbaeckii L.E. Petrini 2013
- Rosellinia steineriana Keissl. 1920
- Rosellinia stenasca Rick 1932
- Rosellinia subacutum Schwein.
- Rosellinia subcompressa Ellis & Everh. 1897
- Rosellinia subiculata (Schwein.) Sacc. 1882
- Rosellinia subsimilis P. Karst. & Starbäck 1887
- Rosellinia subsimilis Sacc. 1920
- Rosellinia subterranea Sacc. & P. Syd. 1899
- Rosellinia subverruculosa Rehm 1907
- Rosellinia syringae Sacc. 1882
- Rosellinia tainanii L.E. Petrini 2013
- Rosellinia taiwanensis L.E. Petrini 2013
- Rosellinia tenuistromicola Petch 1926
- Rosellinia tetradeniae (Berk. & Broome) Sacc. 1882
- Rosellinia tetraspora M. Niranjan & V.V. Sarma 2018
- Rosellinia tetrastigmae Q.R. Li & J.C. Kang 2019
- Rosellinia theissenii L.E. Petrini 2013
- Rosellinia thelena (Kunze) Rabenh. 1865
- Rosellinia thelena Ces. 1865
- Rosellinia thindii Dargan 1979
- Rosellinia tienpinensis Teng 1934
- Rosellinia trachypila Hazsl. 1892
- Rosellinia tremellicola Cooke & Massee 1889
- Rosellinia tricharga Hazsl. 1892
- Rosellinia trichota (Cooke & Ellis) Ellis & Everh. 1892
- Rosellinia tricolor Theiss. 1908
- Rosellinia truncatispora J. Fourn. & Lechat 2017
- Rosellinia tulasnei (P. Crouan & H. Crouan) Sacc. 1882
- Rosellinia tunicata Kirschst. 1911
- Rosellinia ucrainica L.E. Petrini 2013
- Rosellinia ulmaticolor (Berk. & M.A. Curtis) Sacc. 1882
- Rosellinia umbilicata Sacc. 1914
- Rosellinia umbrinella Sacc. 1882
- Rosellinia variospora Starbäck 1905
- Rosellinia venezuelensis L.E. Petrini 2013
- Rosellinia verrucaria Mont. ex Sacc. 1882
- Rosellinia victoriae Syd. & P. Syd. 1908
- Rosellinia weiriana Sacc. 1920
- Rosellinia winckleriana Henn. ex L.E. Petrini 2013
- Rosellinia winteriana Speg. 1878
- Rosellinia yumingjui L.E. Petrini 2013
- Rosellinia yunnanensis Wei Li bis & L. Guo 2018